# Государственные чины

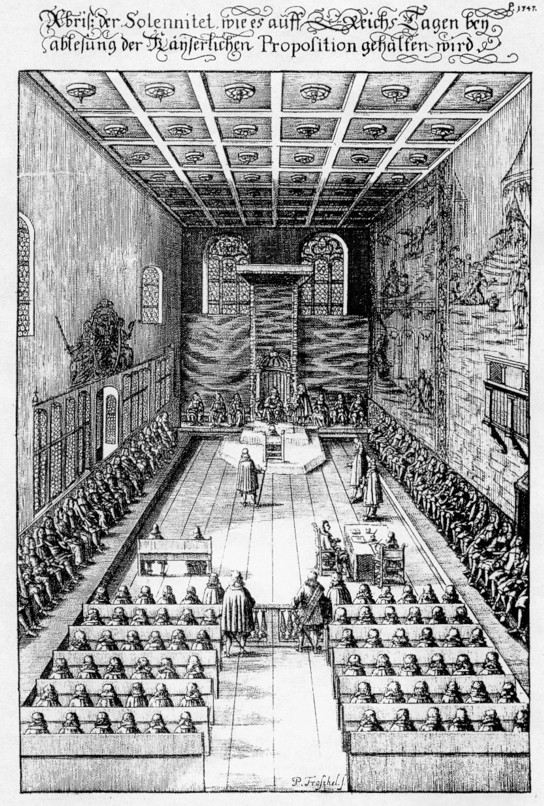
Заседание Имперского сейма (рейхстага) Германо-римской империи, 1675 год.

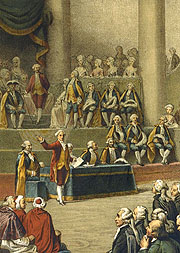
Огюст Кудер. «Открытие Генеральных штатов в 1789 году в Версале» (1836 год, фрагмент).

Государственные чины (чин, ordo, status) — самостоятельные политические элементы, сословия, пользовавшиеся политической самостоятельностью (нем. Reichsstände — Имперские чины), преимущественно старого западноевропейского сословного государства, и участвовавшие в так называемых сословно-представительных учреждениях, или государственных сеймах. 
Примерами могут служить три государственных чина Англии (англ. three estates of the realm): король и две палаты парламента, или три чина Речи Посполитой (польск. tres ordines): король, сенат и посольская изба. 
В более узком смысле — сословно-представительное учреждение старой Франции, известное под именем Генеральных штатов (1302 — 1614 годы).
Н. И. Кареев указывал в своей статье в ЭСБЕ, что роль Генеральных штатов была не велика, а их значение неуклонно падало, штаты собирались королем лишь для получения субсидий для ведения войны с Англией. С этим не был согласен В.О. Ключевский, и в своей книге «Русская история» он обсуждает роль русского эквивалента государственных чинов, Земского собра, и говорит: «Известно, каким деятельным источником прав народного представительства на Западе служила правительственная нужда в деньгах: она заставляла созывать государственные чины и просить у них вспоможения. Но чины вспомогали казне не даром, вымогали уступки, покупали субсидиями права, обеспечения.»